# Gene Havlick
Gene Havlick (de son vrai nom Eugene Charles Havlick) est un monteur américain, né à Enid (Oklahoma) le 16 mars 1894 et décédé à Hollywood (Californie) le 11 mai 1959.

## Filmographie partielle
- 1929 : Song of Love d'Erle C. Kenton
- 1932 : Shopworn de Nick Grinde
- 1932 : Attorney for the Defense d'Irving Cummings
- 1933 : Grande Dame d'un jour (Lady for a Day) de Frank Capra
- 1934 : La Course de Broadway Bill (Broadway Bill) de Frank Capra
- 1934 : New York-Miami (It Happened One Night) de Frank Capra
- 1935 : Gosse de riche (She Couldn't Take It) de Tay Garnett
- 1936 : L'Extravagant Mr. Deeds (Mr. Deeds goes to Town) de Frank Capra
- 1937 : Les Horizons perdus (Lost Horizon) de Frank Capra
- 1939 : Monsieur Smith au Sénat (Mr. Smith Goes to Washington) de Frank Capra
- 1940 : La Dame du vendredi (His Girl Friday) de Howard Hawks
- 1940 : L'Ange de Broadway (Angels over Broadway) de Ben Hecht et Lee Garmes
- 1940 : Blondie on a Budget de Frank R. Strayer
- 1942 : Counter-Espionage d'Edward Dmytryk
- 1945 : Aladin et la Lampe merveilleuse (A Thousand and One Nights) d'Alfred E. Green
- 1946 : The Gentleman Misbehaves de George Sherman
- 1947 : L'Homme de mes rêves (It Had to Be You) de Don Hartman et Rudolph Maté
- 1948 : Du sang dans la sierra (Relentless) de George Sherman
- 1949 : Les Désemparés (The Reckless Moment) de Max Ophüls
- 1950 : Les Nouvelles Aventures du capitaine Blood (Fortunes of Captain Blood) de Gordon Douglas
- 1951 : La Bagarre de Santa Fe (Santa Fe) de Irving Pichel
- 1951 : Dick Turpin, bandit gentilhomme (Dick Turpin's Ride) de Ralph Murphy
- 1952 : Le Relais de l'or maudit (Hangman's Knot) de Roy Huggins
- 1953 : Le Serpent du Nil (Serpent of the Nile) de William Castle
- 1954 : Trois Heures pour tuer (Three Hours to Kill) d'Alfred L. Werker